# رادستوک
latitudeرادستوکlongitudeرادستوک
رادستوک (به انگلیسی: Radstock) یک منطقهٔ مسکونی در بریتانیا است که در جنوب غربی انگلستان واقع شده‌است.

## خصوصیات
رادستوک ۵٬۶۲۰ نفر جمعیت دارد.